# Tyresö FF
Tyresö FF (Tyresö Fotbolls Förening) is een Zweedse voetbalclub uit Tyresö. De club werd in 1971 opgericht.

## Erelijst vrouwen
- Landskampioen

Winnaar (1x): 2012
- Beker van Zweden

Finalist (2x): 2012, 2013
- UEFA Women's Champions League

Finalist (1x): 2014

## Bekende (oud-)speelsters
- Verónica Boquete
- Marta
- Line Røddik Hansen
- Kirsten van de Ven